# (8356) Wadhwa
(8356) Wadhwa es un asteroide que forma parte del Cinturón de asteroides, descubierto el 3 de septiembre de 1989 por Carolyn Shoemaker y por su esposo que también era astrónomo Eugene Shoemaker desde el Observatorio del Monte Palomar, Estados Unidos.

## Designación y nombre
Designado provisionalmente como 1989 RO2. Fue nombrado en honor a Meenakshi Wadhwa, conocida como Mini por sus amigos. Los estudios de Mini sobre la microdistribución de oligoelementos en todos los meteoritos marcianos conocidos han permitido comprender mejor el origen de estas rocas y han contribuido a la historia ígnea del planeta Marte. Su uso de radioisótopos extintos y de larga vida para descifrar la cronología de los meteoritos está aportando nuevos conocimientos sobre la formación de una variedad de objetos a partir de diferentes cuerpos asteroidales. Como curadora de meteoritos, minerales y gemas en el Museo Field de Historia Natural, participa activamente en la educación pública sobre los meteoritos y sus asteroides progenitores.

## Características orbitales
Wadhwa está situado a una distancia media del Sol de 2,431 ua, pudiendo alejarse hasta 3,147 ua y acercarse hasta 1,714 ua. Su excentricidad es 0,295 y la inclinación orbital 23,079 grados. Emplea 1384,13 días en completar una órbita alrededor del Sol.

## Características físicas
La magnitud absoluta de Wadhwa es 13,08. Tiene 6,745 km de diámetro y su albedo se estima en 0,295.